# 悲の器
『悲の器』（ひのうつわ）は、高橋和巳が発表した長編処女小説。第一回文藝賞受賞作。新潮社、河出書房より上梓されている。1963年にはTBS系列の近鉄金曜劇場でテレビドラマ化されたことがある。元NHKアナウンサーの野際陽子が、女優としてドラマに初出演した作品でもあった。

## 概要
最も権威があると言われる官学系大学の法学部長で、刑法学会の権威と言われる正木典膳は次期学長候補にまで上り詰めた日本のエリート思想の権化である。その彼は故・宮地博士門下の俊英といわれ、博士の姪と結婚したが7年前に死別した。その後、同じく大学教授の令嬢栗谷清子との婚約を発表するのだが、典膳によって妊娠させられた家政婦の米山みきに婚約不履行による慰謝料請求の訴えを起こされ、スキャンダルの人となる。
「法にあたるようなやましいことをしていない以上人に後ろ指を差されるいわれは無い」と考える典膳はみきを名誉毀損で訴え返すが、次第に彼は理性と愛の相剋に悩みだし、社会的にも、精神的にも破滅していくのだった……。戦後の神無き知識人の心理を硬質な文体で暴き出す。
川西政明によれば、瀧川政次郎がモデルであるという。

## 刊行本
- 『悲の器』河出書房新社、1962年。
- 大江健三郎、江藤淳 編 編『われらの文学 第21 (高橋和巳,倉橋由美子,柴田翔)』講談社、1966年、5-326頁。
- 『高橋和巳作品集 第2 (悲の器)』河出書房新社、1971年。
- 『高橋和巳作品集 第2 (悲の器)』（解題・補記 川西政明）河出書房新社、1977年。
- 『高橋和巳全集 第2巻 (悲の器)』河出書房新社、1977年。

## テレビドラマ
1963年7月5日、20:00～21:00にTBS「近鉄金曜劇場」の単発ドラマとして放送。モノクロ作品。
2018年5月18日にTBSチャンネル2で放映された。

### スタッフ
- [3]
- 演出：大山勝美
- 脚色：岡田光治
- 音楽：真鍋理一郎
- 制作：TBS

### 出演
- [3][1]
- 佐分利信
- 荒木道子
- 清水将夫
- 河野秋武
- 野際陽子
- 神山繁
- 文野朋子
- 宮坂将嘉
- 浅野進治郎
- 庄司永建
- 日野道夫
- 志水辰三郎
- 近江俊輔
- 斉藤英雄
- 湊俊一
- 福田秀実
- 牧野義介
- 橋爪功
- 吉沢京夫
- 近石真介
- 鈴木智
- 中村孝雄
- 山谷初男
- 伊藤弘一
- 小川治彦
- 三上左京
- 平尾桂子
- 橋本陸男
- 藤林正巳